# فرودگاه بین‌المللی سایپن
فرودگاه بین‌المللی سایپن (به انگلیسی: Saipan International Airport) (به زبان بومی: Francisco C. Ada Airport) یک فرودگاه همگانی بهره‌برداری هوایی با کد یاتا SPN است که یک باند فرود آسفالت دارد و طول باند آن ۲۶۵۲ متر است. این فرودگاه در شهر سایپن کشور ایالات متحده آمریکا قرار دارد و در ارتفاع ۶۶ متری از سطح دریا واقع شده‌است.